# ITF Women’s Circuit 2015 (Juli–September)
In den folgenden Tabellen werden die Tennisturniere des dritten Quartals des ITF Women’s Circuit 2015 dargestellt.

## Turnierplan
| Kategorien |
| ---------- |
| $100.000   |
| $75.000    |
| $50.000    |
| $25.000    |
| $15.000    |

### Juli
| Datum 1 | Turnierort                                   | Siegerin Einzel         | Siegerinnen Doppel                                      |
| ------- | -------------------------------------------- | ----------------------- | ------------------------------------------------------- |
| 06.07.  | Contrexéville Lorraine Open 88 2015          | Alexandra Dulgheru      | Oksana Kalaschnikowa Danka Kovinić                      |
| 06.07.  | Versmold Reinert Open 2015                   | Carina Witthöft         | Eva Hrdinová Shahar Peer                                |
| 06.07.  | Bursa                                        | İpek Soylu              | Marina Melnikowa Laura Pous Tió                         |
| 06.07.  | Turin                                        | Alizé Lim               | Xenia Knoll Alice Matteucci                             |
| 06.07.  | Bangkok                                      | Wang Qiang              | Han Xinyun Zhang Kailin                                 |
| 06.07.  | Knokke                                       | Polina Leikina          | Elyne Boeykens Kelly Versteeg                           |
| 06.07.  | Scharm El-Scheich                            | Astra Sharma            | Ola Abou Zekry Shweta Chandra Rana                      |
| 06.07.  | Telawi                                       | Anastassija Gassanowa   | Ani Amiraghjan Chen Chaoyi                              |
| 06.07.  | Amstelveen                                   | Bibiane Weijers         | Rosalie van der Hoek Janneke Wikkerink                  |
| 06.07.  | Iași                                         | Anastasia Vdovenco      | Ioana Roșca Oana Georgeta Simion                        |
| 06.07.  | Getxo                                        | Aliona Bolsova Zadoinov | Lucía Cervera Vázquez Alexandra Nancarrow               |
| 13.07.  | Olmütz                                       | Barbora Krejčíková      | Lenka Kunčíková Karolína Stuchlá                        |
| 13.07.  | Stockton                                     | Nao Hibino              | Jamie Loeb Sanaz Marand                                 |
| 13.07.  | Tianjin                                      | Duan Yingying           | Liu Wanting Lu Jingjing                                 |
| 13.07.  | Aschaffenburg Schönbusch Open 2015           | Tena Lukas              | Diāna Marcinkēviča Aljona Sotnykowa                     |
| 13.07.  | Imola                                        | Bernarda Pera           | Claudia Giovine Xenia Knoll                             |
| 13.07.  | Bangkok                                      | Miyu Katō               | Akiko Omae Erika Sema                                   |
| 13.07.  | Nieuwpoort                                   | Sofie Oyen              | Marija Marfutina Alexandra Nancarrow                    |
| 13.07.  | Scharm El-Scheich                            | Xenija Gaidarschi       | Ksenija Bekker Cho I-hsuan                              |
| 13.07.  | Telawi                                       | Anastassija Gassanowa   | Ani Amiraghjan Chen Chaoyi                              |
| 13.07.  | Bursa                                        | Isabella Schinikowa     | Dia Ewtimowa Isabella Schinikowa                        |
| 20.07.  | Granby                                       | Johanna Konta           | Jessica Moore Storm Sanders                             |
| 20.07.  | Sacramento                                   | Anhelina Kalinina       | Ashley Weinhold Caitlin Whoriskey                       |
| 20.07.  | Zhengzhou                                    | Wang Yafan              | Han Na-lae Jang Su-jeong                                |
| 20.07.  | Darmstadt Tennis International 2015          | Ysaline Bonaventure     | Irina Chromatschewa Lidsija Marosawa                    |
| 20.07.  | Hongkong                                     | Ayaka Okuno             | Choi Ji-hee Lee So-ra                                   |
| 20.07.  | Bad Waltersdorf                              | Zuzana Zálabská         | Natalie Suk Anna Vrbenská                               |
| 20.07.  | Maaseik                                      | Natela Dzalamidze       | Steffi Distelmans Kelly Versteeg                        |
| 20.07.  | Scharm El-Scheich                            | Julia Jones             | Margarita Lasarewa Walerija Strachowa                   |
| 20.07.  | Tampere                                      | Lilla Barzó             | Nora Niedmers Helene Scholsen                           |
| 20.07.  | Les Contamines-Montjoie                      | Sherazad Reix           | Michaela Hončová Sherazad Reix                          |
| 20.07.  | Viserba                                      | Alice Balducci          | Amanda Carreras Alice Savoretti                         |
| 20.07.  | Târgu Jiu                                    | Ioana Roșca             | Raluca Ciufrila Ioana Roșca                             |
| 20.07.  | Palić                                        | Alexandra Nancarrow     | Nina Holanová Barbara Kötelesová                        |
| 20.07.  | Evansville                                   | Lauren Herring          | Nicha Lertpitaksinchai Peangtarn Plipuech               |
| 27.07.  | Sobota-Rokietnica Powiat Poznański Open 2015 | Petra Cetkovská         | Kiki Bertens Richèl Hogenkamp                           |
| 27.07.  | Lexington                                    | Nao Hibino              | Nao Hibino Emily Webley-Smith                           |
| 27.07.  | Gatineau                                     | Alexa Glatch            | Jessica Moore Carol Zhao                                |
| 27.07.  | Rom                                          | Martina Trevisan        | Claudia Giovine Despina Papamichail                     |
| 27.07.  | Astana                                       | Natela Dzalamidze       | Natela Dzalamidze Alena Tarassowa                       |
| 27.07.  | Horb am Neckar                               | Jesika Malečková        | Carolin Daniels Lidsija Marosawa                        |
| 27.07.  | Hongkong                                     | Lee So-ra               | Choi Ji-hee Lee So-ra                                   |
| 27.07.  | Buenos Aires                                 | Daniela Seguel          | Fernanda Brito Daniela Seguel                           |
| 27.07.  | Scharm El-Scheich                            | Victoria Muntean        | Margarita Lasarewa Walerija Strachowa                   |
| 27.07.  | Pärnu                                        | Joana Eidukonytė        | Emma Flood Eva Wacanno                                  |
| 27.07.  | Savitaipale                                  | Darja Mischina          | Dea Herdželaš Rosalie van der Hoek                      |
| 27.07.  | Târgu Jiu                                    | Milana Špremo           | Raluca Ciufrila Ioana Roșca                             |
| 27.07.  | Valladolid                                   | María José Luque Moreno | María del Rosario Cañero Pérez Paula del Cueto Castillo |
| 27.07.  | Tunis                                        | Jelena Simić            | Sofía Luini Jelena Simić                                |
| 27.07.  | Istanbul                                     | Melis Sezer             | Anette Munozova Julija Stamatowa                        |
| 27.07.  | Austin                                       | Francesca Di Lorenzo    | Sarah Dvorak Lynn Kiro                                  |

### August
| Datum 1 | Turnierort                                  | Siegerin Einzel             | Siegerinnen Doppel                           |
| ------- | ------------------------------------------- | --------------------------- | -------------------------------------------- |
| 03.08.  | Koksijde                                    | Kiki Bertens                | Elise Mertens Demi Schuurs                   |
| 03.08.  | Pilsen                                      | Andrea Hlaváčková           | Barbora Krejčíková Rebecca Peterson          |
| 03.08.  | Bad Saulgau Knoll Open 2015                 | Romina Oprandi              | Diana Buzean Cristina Dinu                   |
| 03.08.  | Moskau                                      | Wiktorija Kamenskaya        | Natela Dzalamidze Weronika Kudermetowa       |
| 03.08.  | Buenos Aires                                | Daniela Seguel              | Fernanda Brito Daniela Seguel                |
| 03.08.  | Wien                                        | Julia Grabher               | Sally Peers Laëtitia Sarrazin                |
| 03.08.  | Plowdiw                                     | Margot Yerolymos            | Alexandra Nancarrow Jana Sisikowa            |
| 03.08.  | Scharm El-Scheich                           | Sandra Samir                | Ksenija Bekker Elina Nepli                   |
| 03.08.  | Tarvis                                      | Pia Čuk                     | Pia Čuk Tamara Zidanšek                      |
| 03.08.  | Târgu Jiu                                   | Martina Spigarelli          | Federica Arcidiacono Martina Spigarelli      |
| 03.08.  | El Espinar                                  | Rocío de la Torre-Sánchez   | Olga Parres Azcoitia Camilla Rosatello       |
| 03.08.  | Tunis                                       | Jelena Simić                | Jasmin Jebawy Olena Kyrpot                   |
| 03.08.  | Bursa                                       | Julia Wachaczyk             | Nora Niedmers Julia Wachaczyk                |
| 03.08.  | Fort Worth                                  | Ulrikke Eikeri              | Josie Kuhlman Maegan Manasse                 |
| 10.08.  | Prag Advantage Cars Prague Open 2015/Damen  | María Teresa Torró Flor     | Kateřina Kramperová Bernarda Pera            |
| 10.08.  | Westende                                    | Mihaela Buzărnescu          | Indy de Vroome Lesley Kerkhove               |
| 10.08.  | Hechingen Hechingen Ladies Open 2015        | Romina Oprandi              | Andrea Gámiz Anastasija Wassyljewa           |
| 10.08.  | Landisville                                 | Naomi Broady                | Ivana Jorović Jessica Moore                  |
| 10.08.  | Innsbruck                                   | Jessica Pieri               | Anita Husarić Darja Lodikowa                 |
| 10.08.  | Scharm El-Scheich                           | Tereza Mihalíková           | Jenny Claffey Sara Tomic                     |
| 10.08.  | Chiswick                                    | Katy Dunne                  | Harriet Dart Katy Dunne                      |
| 10.08.  | Gimcheon                                    | Lee So-ra                   | Cao Siqi Xun Fangying                        |
| 10.08.  | Arad                                        | Tamara Zidanšek             | Jaqueline Adina Cristian Elena-Gabriela Ruse |
| 10.08.  | Kasan                                       | Wiktorija Kamenskaya        | Oleksandra Korashvili Polina Leikina         |
| 10.08.  | Las Palmas de Gran Canaria                  | Nastassja Jakimawa          | Olga Brózda Anastasija Shoshyna              |
| 10.08.  | Tunis                                       | Dea Herdželaš               | Eléonore Barrere Kassandra Davesne           |
| 10.08.  | Bursa                                       | Ayla Aksu                   | Katharina Hering Mirabelle Njoze             |
| 17.08.  | Vancouver Odlum Brown Vanopen 2015          | Johanna Konta               | Johanna Konta Maria Sanchez                  |
| 17.08.  | Sankt Petersburg                            | Polina Leikina              | Carolin Daniels Lidsija Marosawa             |
| 17.08.  | Wanfercée-Baulet                            | Elyne Boeykens              | Quirine Lemoine Eva Wacanno                  |
| 17.08.  | Leipzig Leipzig Open 2015                   | Valeriya Strakhova          | Priscilla Hon Jil Belen Teichmann            |
| 17.08.  | Graz                                        | Barbara Haas                | Lisa Hofbauer Polona Reberšak                |
| 17.08.  | Vinkovci                                    | Chantal Škamlová            | Ena Babić Patrycia Polanska                  |
| 17.08.  | Scharm El-Scheich                           | Anastasia Grymalska         | Sowjanya Bavisetti Rishika Sunkara           |
| 17.08.  | Gimcheon                                    | Kim Na-ri                   | Choi Ji-hee Kim Na-ri                        |
| 17.08.  | Oldenzaal                                   | Valentini Grammatikopoulou  | Steffi Distelmans Kelly Versteeg             |
| 17.08.  | Bukarest                                    | Diana Buzean                | Diana Buzean Cristina Dinu                   |
| 17.08.  | Las Palmas de Gran Canaria                  | Marta Hugi González Encinas | Chayenne Ewijk Rosalie van der Hoek          |
| 17.08.  | El Kantaoui                                 | Margarita Lasarewa          | Sofía Luini Naomi Totka                      |
| 17.08.  | Izmir                                       | Ayla Aksu                   | Nora Niedmers Julia Wachaczyk                |
| 24.08.  | Winnipeg                                    | Kristie Ahn                 | Sharon Fichman Jovana Jakšić                 |
| 24.08.  | Woking                                      | Viktorija Golubic           | Claudia Giovine Despina Papamichail          |
| 24.08.  | Tsukuba                                     | Lee Ya-hsuan                | Lee Ya-hsuan Makoto Ninomiya                 |
| 24.08.  | Mamaia                                      | Ana Bogdan                  | Anastassija Komardina Sopia Schapatawa       |
| 24.08.  | Braunschweig Braunschweig Women’s Open 2015 | Jil Belen Teichmann         | Mana Ayukawa Gaia Sanesi                     |
| 24.08.  | Bagnatica                                   | Anne Schäfer                | Anastasia Grymalska Ilona Kremen             |
| 24.08.  | San Luis Potosí                             | Victoria Rodríguez          | Montserrat Gonzalez Ana Sofía Sánchez        |
| 24.08.  | Pörtschach                                  | Julia Grabher               | Mira Antonitsch Julia Grabher                |
| 24.08.  | Čakovec                                     | Nicole Coopersmith          | Ágnes Bukta Vivien Juhászová                 |
| 24.08.  | Scharm El-Scheich                           | Katarina Sawazka            | Kamonwan Buayam Victoria Muntean             |
| 24.08.  | Gimcheon                                    | Han Sung-hee                | Hong Seung-yeon Kim So-jung                  |
| 24.08.  | Rotterdam                                   | Chayenne Ewijk              | Rosalie van der Hoek Kelly Versteeg          |
| 24.08.  | Koper                                       | Julieta Lara Estable        | Julieta Lara Estable Barbara Kötelesová      |
| 24.08.  | Caslano                                     | Georgia Brescia             | Carla Touly Eva Wacanno                      |
| 24.08.  | El Kantaoui                                 | Fatma Al-Nabhani            | Fatma Al-Nabhani Michaela Hončová            |
| 24.08.  | Antalya                                     | Lou Brouleau                | Alona Fomina Alina Wessel                    |
| 31.08.  | Noto                                        | Lee Ya-hsuan                | Jang Su-jeong Lee So-ra                      |
| 31.08.  | Barcelona                                   | Myrtille Georges            | Aliona Bolsova Zadoinov Gaia Sanesi          |
| 31.08.  | St. Pölten                                  | Pia König                   | Pia König Rebecca Šramková                   |
| 31.08.  | Engis                                       | Katharina Lehnert           | Karin Kennel Lara Michel                     |
| 31.08.  | Bol                                         | Anna Bondár                 | Adrijana Lekaj Silvia Njirić                 |
| 31.08.  | Prag                                        | Patty Schnyder              | Zuzana Luknárová Laura Pigossi               |
| 31.08.  | Scharm El-Scheich                           | Yu Yuanyi                   | Yulia Bryzgalowa Kanika Vaidya               |
| 31.08.  | Kirjat Gat                                  | Deniz Khazaniuk             | Francesca Stephenson Ana Veselinović         |
| 31.08.  | Duino-Aurisina                              | Georgia Brescia             | Camila Giangreco Campiz Erika Vogelsang      |
| 31.08.  | Yeongwol                                    | You Xiaodi                  | Han Sung-hee Hong Seung-yeon                 |
| 31.08.  | Vrnjačka Banja                              | Lina Gjorcheska             | Lina Gjorcheska Chantal Škamlová             |
| 31.08.  | El Kantaoui                                 | Manon Arcangioli            | Manon Arcangioli Michaela Hončová            |
| 31.08.  | Antalya                                     | Lou Brouleau                | Despina Papamichail Nina Stojanović          |

### September
| Datum 1 | Turnierort                                            | Siegerin Einzel                      | Siegerinnen Doppel                                 |
| ------- | ----------------------------------------------------- | ------------------------------------ | -------------------------------------------------- |
| 07.09.  | Biarritz Engie Open de Biarritz 2015                  | Laura Siegemund                      | Başak Eraydın Lidsija Marosawa                     |
| 07.09.  | Sofia                                                 | Ana Bogdan                           | Sopia Schapatawa Anastasija Wassyljewa             |
| 07.09.  | Batumi                                                | Çağla Büyükakçay                     | Natela Dsalamidse Alena Tarassowa                  |
| 07.09.  | Alphen aan den Rijn                                   | Marie Benoit                         | Quirine Lemoine Eva Wacanno                        |
| 07.09.  | Petingen                                              | Greetje Minnen                       | Michaela Boev Hristina Dishkova                    |
| 07.09.  | Bol                                                   | Anna Bondár                          | Steffi Carruthers Alina Silitsch                   |
| 07.09.  | Prag                                                  | Lenka Juricová                       | Maryna Kolb Nadija Kolb                            |
| 07.09.  | Scharm El-Scheich                                     | Victoria Muntean                     | Britt Geukens Victoria Muntea                      |
| 07.09.  | Hyderabad                                             | Snehadevi Reddy                      | Sowjanya Bavisetti Rishika Sunkara                 |
| 07.09.  | Tiberias                                              | Deniz Khazaniuk                      | Katharina Hering Naomi Totka                       |
| 07.09.  | Pula                                                  | Alice Balducci                       | Despina Papamichail Carla Touly                    |
| 07.09.  | Kyōto                                                 | Sachie Ishizu                        | Akari Inoue Miki Miyamura                          |
| 07.09.  | Yeongwol                                              | You Xiaodi                           | Kim Dabin Wei Zhanlan                              |
| 07.09.  | El Kantaoui                                           | Joséphine Boualem                    | Chiraz Bechri Valeria Mishina                      |
| 07.09.  | Antalya                                               | Xenija Gaidarschi                    | Jacqueline Cabaj Awad Kajsa Rinaldo Persson        |
| 14.09.  | Saint-Malo L’Open Emeraude Solaire de Saint-Malo 2015 | Darja Kassatkina                     | Kristína Kučová Anastasija Sevastova               |
| 14.09.  | Dobritsch                                             | Tamara Zidanšek                      | Sopia Schapatawa Anastasija Wassyljewa             |
| 14.09.  | Monterrey                                             | Tereza Mrdeža                        | Tadeja Majerič Conny Perrin                        |
| 14.09.  | Podgorica                                             | Barbara Haas                         | Lina Gjorcheska Melis Sezer                        |
| 14.09.  | Redding                                               | Heidi El Tabakh                      | Ashley Weinhold Caitlin Whoriskey                  |
| 14.09.  | Tlemcen                                               | Deborah Kerfs                        | Deborah Kerfs Marine Partaud                       |
| 14.09.  | Brčko                                                 | Nina Alibalić                        | Ágnes Bukta Vivien Juhászová                       |
| 14.09.  | Bol                                                   | Melanie Stokke                       | Lenka Kunčíková Julia Wachaczyk                    |
| 14.09.  | Scharm El-Scheich                                     | Jaqueline Adina Cristian             | Lu Jiaxi Brenda Njuki                              |
| 14.09.  | Telawi                                                | Ekaterine Gorgodze                   | Ani Amiraghjan Amina Anshba                        |
| 14.09.  | Hyderabad                                             | Fatma Al-Nabhani                     | Fatma Al-Nabhani Prerna Bhambri                    |
| 14.09.  | Pula                                                  | Amanda Carreras                      | Nina Stadler Kimberley Zimmermann                  |
| 14.09.  | Madrid                                                | Cristina Sánchez-Quintanar           | Estrella Cabeza Candela Cristina Sánchez-Quintanar |
| 14.09.  | El Kantaoui                                           | Magali Kempen                        | Manon Arcangioli Sadafmoh Tolibova                 |
| 14.09.  | Antalya                                               | Marta Paigina                        | Ilze Hattingh Chantal Škamlová                     |
| 14.09.  | Butscha                                               | Wiktorija Kan                        | Alena Fomina Oleksandra Korashvili                 |
| 21.09.  | Albuquerque Coleman Vision Tennis Championships 2015  | Michaëlla Krajicek                   | Paula Cristina Gonçalves Sanaz Marand              |
| 21.09.  | Monterrey                                             | Ysaline Bonaventure                  | Ysaline Bonaventure Elise Mertens                  |
| 21.09.  | Butscha                                               | Kristína Kučová                      | Ekaterine Gorgodze Sopia Schapatawa                |
| 21.09.  | Bangkok                                               | Hiroko Kuwata                        | Hiroko Kuwata Ayaka Okuno                          |
| 21.09.  | Algier                                                | Harmony Tan                          | Deborah Kerfs Marine Partaud                       |
| 21.09.  | San Carlos                                            | Eduarda Piai                         | María Fernanda Álvarez Terán Catalina Pella        |
| 21.09.  | Warna                                                 | Isabella Schinikowa                  | Irina Maria Bara Isabella Schinikowa               |
| 21.09.  | Bol                                                   | Iva Primorac                         | Mariana Dražić Lina Gjorcheska                     |
| 21.09.  | Brünn                                                 | Tamara Korpatsch                     | Kristýna Hrabalová Nikola Tomanová                 |
| 21.09.  | Scharm El-Scheich                                     | Viktória Kužmová                     | Lu Jiaxi Martina Přádová                           |
| 21.09.  | Hyderabad                                             | Fatma Al-Nabhani                     | Sharrmadaa Baluu Prarthana Thombare                |
| 21.09.  | Solo                                                  | Chayenne Ewijk                       | Beatrice Gumulya Jessy Rompies                     |
| 21.09.  | Pula                                                  | Jessica Pieri                        | Ludmilla Samsonova Bianca Turati                   |
| 21.09.  | Madrid                                                | Katie Swan                           | Estrella Cabeza Candela Cristina Sánchez-Quintanar |
| 21.09.  | El Kantaoui                                           | Caroline Romeo                       | Olga Doroshina Jana Sisikowa                       |
| 21.09.  | Antalya                                               | Vivien Juhászová                     | Ayla Aksu Julija Stamatowa                         |
| 28.09.  | Zhuhai                                                | Chang Kai-chen                       | Xu Shilin You Xiaodi                               |
| 28.09.  | Victoria                                              | Elise Mertens                        | Ysaline Bonaventure Elise Mertens                  |
| 28.09.  | Las Vegas                                             | Michaëlla Krajicek                   | Julia Boserup Nicole Gibbs                         |
| 28.09.  | Clermont-Ferrand                                      | Polina Leikina                       | Anastassija Komardina Nina Stojanović              |
| 28.09.  | Tweed Heads                                           | Dalma Gálfi                          | Kimberly Birrell Tammi Patterson                   |
| 28.09.  | Bangkok                                               | Kamonwan Buayam                      | Choi Ji-hee Peangtarn Plipuech                     |
| 28.09.  | Santa Fe                                              | Daniela Seguel                       | María Fernanda Álvarez Terán Laura Pigossi         |
| 28.09.  | Sosopol                                               | Isabella Schinikowa                  | Isabella Schinikowa Julia Terziyska                |
| 28.09.  | Scharm El-Scheich                                     | Viktória Kužmová                     | Warwara Flink Veronica Miroshnichenko              |
| 28.09.  | Jakarta                                               | Kanami Tsuji                         | Beatrice Gumulya Jessy Rompies                     |
| 28.09.  | Pula                                                  | Martina Trevisan                     | Alice Balducci Martina Di Giuseppe                 |
| 28.09.  | La Vall d’Uixó                                        | Estrella Cabeza Candela              | Amanda Carreras Alice Savoretti                    |
| 28.09.  | El Kantaoui                                           | Valentini Grammatikopoulou           | Valentini Grammatikopoulou Jelena Simić            |
| 28.09.  | Antalya                                               | Aryna Sabalenka                      | Vivien Juhászová Aryna Sabalenka                   |
| 28.09.  | Charleston                                            | Turnier wegen Unwetter nicht beendet | Turnier wegen Unwetter nicht beendet               |